# Journée mondiale de lutte contre la désertification et la sécheresse
La Journée mondiale de lutte contre la désertification et la sécheresse est une journée internationale de l'Organisation des Nations unies célébrée chaque année le 17 juin.  
L'objectif de cette journée est de sensibiliser à la désertification et à la sécheresse en mettant en lumière les méthodes de prévention de la désertification et de rétablissement après la sécheresse.  

## Histoire
Cette journée a été instaurée par la résolution A/RES/49/115 de l'assemblée générale des Nations Unies le 30 janvier 1995, après l'adoption de la Convention des Nations Unies sur la lutte contre la désertification (CNULCD). 
Elle est célébrée le 17 juin,.

## Objectifs
L'objectif de développement durable numéro 15 (Vie terrestre) exprime la volonté des Nations unies et des nations signataires d'arrêter et de inverser la dégradation des terres.

## Thèmes annuels
Chaque année, la célébration mondiale se concentre sur un aspect unique :
- 2025 - Restaurer les terres. Saisir les opportunités.
- 2024 - Unis pour la terre. Notre héritage. Notre avenir.
- 2022 - Se relever ensemble de la sécheresse[3].
- 2021 - Restauration, terre et récupération. Nous reconstruisons de manière plus durable avec une terre saine.
- 2020 - Alimentation. Nourriture. Fibres - les liens entre la consommation et la terre.
- 2019 - Cultivons l'avenir ensemble (Réflexion sur 25 ans de progrès et projection vers les 25 prochaines années).
- 2018 - La terre a une valeur réelle. Investissez-y.
- 2017 - Lien entre la dégradation des terres et la migration (à la lumière de l'émigration massive de la Syrie à la suite de l'échec environnementalement causé du système agricole syrien).
- 2016 - Protégeons la Terre. Restaurons la Terre. Mobilisons les gens.
- 2015 - Atteindre la sécurité alimentaire pour tous grâce à des systèmes alimentaires durables.
- 2009 - Conserver la terre et l'énergie = Assurer notre avenir commun.
- 2008 - Lutter contre la dégradation des terres pour une agriculture durable.
- 2007 - Désertification et changement climatique - Un défi mondial.
- 2006 - La beauté des déserts - Le défi de la désertification.
- 2005 - Les femmes et la désertification.
- 2004 - Dimensions sociales de la désertification : Migration et pauvreté.
- 2003 - Année internationale des déserts et de la désertification (IYDD).
- 2002 - La dégradation des terres.